# Csersav

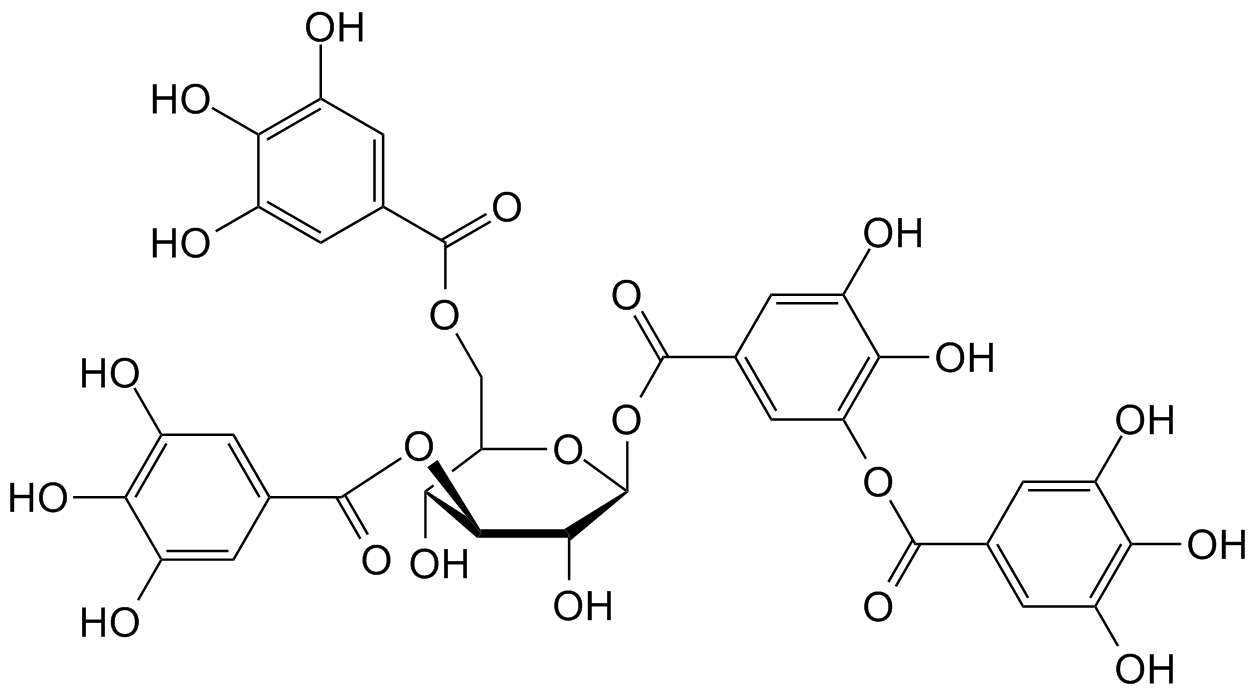
A csersav molekulaszerkezete

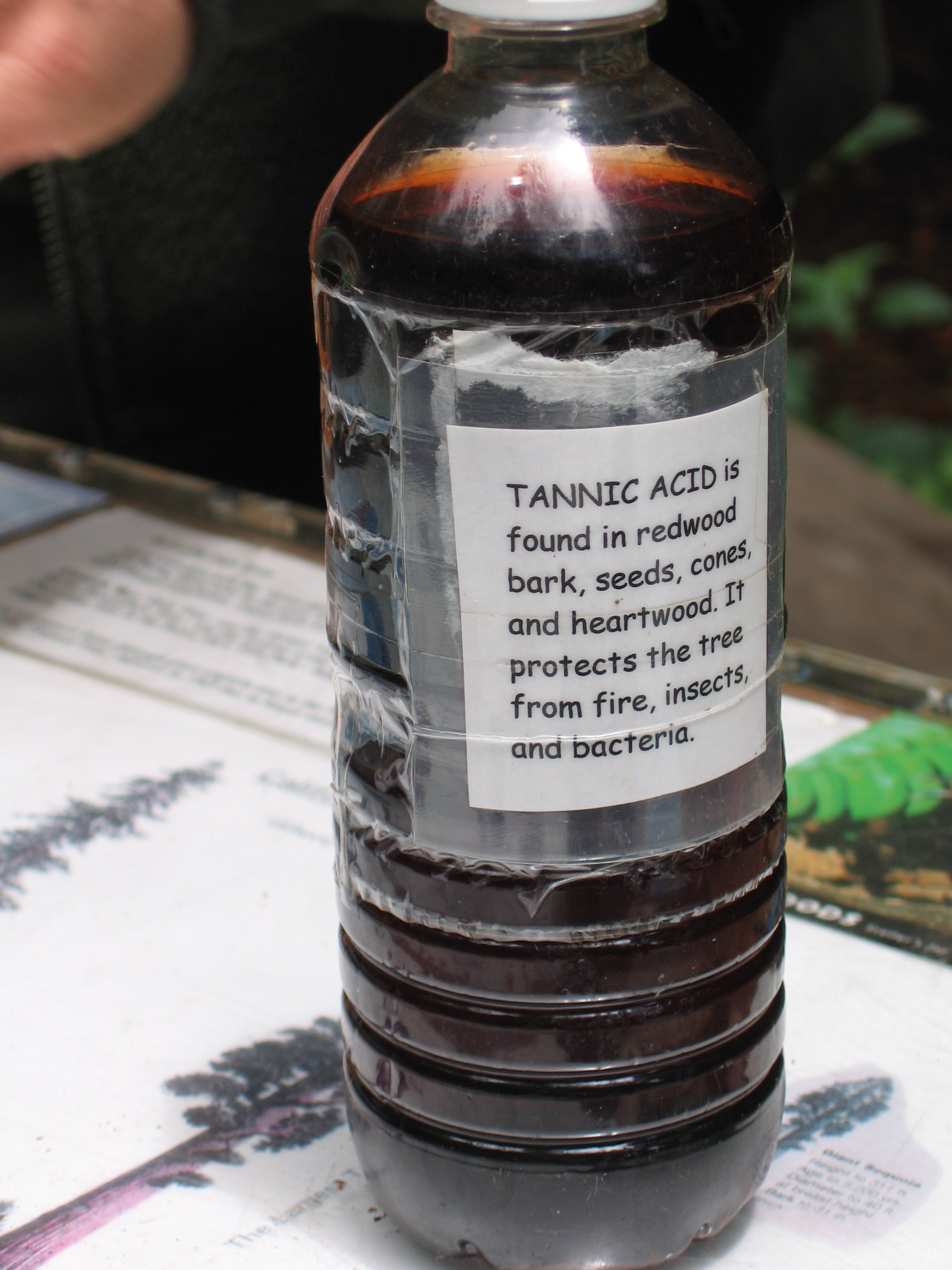
Vízben feloldott csersav

A tanninok, más néven csersavak vagy digalluszsavak keserű ízű, növényi eredetű polifenolok, amelyek összekötik és kicsapják a fehérjéket. A szövetes növények tannoszóma nevű sejtszervecskéjében termelődik.
Képlete: C14H10O9 + 2H2O.

## Elnevezése
A tannin kifejezés a tölgyfa ófelnémet nevéből (tanna) ered, utalva az anyag eredetére.

## Előállítása
A csersav különféle gubacsokban 50-70% mennyiségben található szerves (organikus) sav, amelyet úgy készítettek, hogy a felaprított gubacsot éter és borszesz elegyével tökéletesen kivonták, e folyadékot vízzel összerázták, és a különvált vizes réteget vízfürdőn bepárolták.
Mesterségesen készíthető galluszsavból, ha azt ezüst-nitráttal oxidálják vagy ha arzénsavval főzik.

## Tulajdonságai
A tiszta csersav színtelen, fénylő por, amely a levegőn gyorsan megsárgul.
Vízben igen könnyen oldódik, az alkohol nehezen oldja, éterben pedig oldhatatlan. Vizes oldata vas-kloridtól sötétkék színű lesz és enyvoldattal csapadékot ad.
Sói igen nehezen állíthatóak elő; 210 °C-ra hevítve pirogallol képződik belőle.

## Felhasználása
A csersavnak különböző izomerjei számos növényben találhatók, így a kávéban, teában, kínakéregben, katekuban stb. A bőr cserzésére és gyógyszerként használják. Szőlőben is megtalálható, a borkészítésben egy fontos tényező mivel ez adja a bor fanyar ízét. Főleg vörösborok ízének-állagának fontos meghatározó tényezője, de kisebb mennyiségben fehér- és roséborokban is megtalálható. A borban lévő tannin a szőlőfürt kocsányából, a szőlőszem héjából és magvából származik, valamint az érleléshez használt tölgyfahordók dongáiból.

## Érdekesség
A magyarországi tölgyek közül a – nevét éppen a cseranyagokról kapó – csertölgy tartalmazza a legkevesebb cseranyagot.